# Словарь Бен-Йехуды
Слова́рь Бен-Йехуды́ (ивр. מילון בן־יהודה‎) — фундаментальный словарь языка иврит. 
Словарь составлен воссоздателем современного иврита Элиэзером Бен-Йехудой. В 1903 году он издал составленный им малый словарь иврита, а с 1908 года начал издавать многотомный полный словарь. В словарь он включал слова, обнаруженные им при изучении сотен книг разных эпох, а также придуманные им неологизмы для современных слов, отсутствовавших в древних текстах. Составление словаря было прервано смертью автора в 1922 году, но и в дальнейшем работа над словарём продолжалась — её вели вдова и сын Бен-Йехуды, а также М. Ц. Сегал и Н. Х. Торчинер (Тур-Синай). Работа над словарём была завершена к 1958 году, его объём составил 17 томов. Словарь был в основном написан для евреев, живших в Палестине, которые уже имели базовое понимание иврита.